# (500337) 2012 SY45
(500337) 2012 SY45 es un asteroide perteneciente al cinturón de asteroides, descubierto el 13 de marzo de 2010 por el equipo del Mount Lemmon Survey desde el Observatorio del Monte Lemmon, Arizona, Estados Unidos.

## Designación y nombre
Designado provisionalmente como 2012 SY45.

## Características orbitales
2012 SY45 está situado a una distancia media del Sol de 2,945 ua, pudiendo alejarse hasta 3,227 ua y acercarse hasta 2,662 ua. Su excentricidad es 0,096 y la inclinación orbital 10,92 grados. Emplea 1846,00 días en completar una órbita alrededor del Sol.

## Características físicas
La magnitud absoluta de 2012 SY45 es 16,9.